# Randbedingung
Randbedingungen (gelegentlich auch als Rahmenbedingungen bezeichnet) sind im Allgemeinen Umstände, die nur mit großem Aufwand oder gar nicht beeinflussbar sind oder sich aus der Problemstellung zwingend ergeben, und daher als gegebene Größen (Datenparameter) betrachtet werden müssen, beispielsweise bei wissenschaftlichen Versuchen oder bei mathematischen Berechnungen.
In vielen Fällen wird der Begriff Randbedingung auch als Synonym zu „Nebenbedingung“ verwendet.

## Randbedingungen und Differentialgleichungen
Im Bereich der Differentialgleichungen sind Randbedingungen konkrete Angaben zum Berechnen der Lösungsfunktion {\displaystyle u} auf einem Definitionsbereich {\displaystyle D}. Dazu werden die Werte der Funktion auf dem Rand (im topologischen Sinn) von {\displaystyle D} vorgegeben.
Im einfachsten Fall ist {\displaystyle D=(a,b)} ein Intervall, und die Randbedingungen sind vorgegebene Funktionswerte {\displaystyle u(a)=c_{1};\;u(b)=c_{2}}.
Werden hier statt zwei Werten nur an einem Randpunkt des Intervalles – meistens {\displaystyle a} – Werte für {\displaystyle u} und zusätzlich für Ableitungen von {\displaystyle u} vorgegeben, so spricht man von einem Anfangswertproblem und nennt die vorgegebenen Werte seine Anfangsbedingungen.
Partielle Differentialgleichungen betrachtet man meistens auf Sobolew-Räumen. In diesen Räumen werden Funktionen, die bis auf Nullmengen übereinstimmen, als gleich angesehen. Da der Rand eines Gebietes üblicherweise eine Nullmenge ist, ist der Begriff der Randbedingung problematisch. Lösungen für dieses Problem sind sobolewsche Einbettungssätze oder – allgemeiner – Spuroperatoren.
Randwertaufgaben haben nicht immer eine Lösung (siehe Beispiel unten), im Falle ihrer Existenz ist die Lösung nicht in allen Fällen eindeutig. Die Berechnung einer Näherungslösung für eine Randwertaufgabe mit Mitteln der numerischen Mathematik ist oft aufwendig und läuft meist auf die Lösung sehr großer Gleichungssysteme hinaus.

### Beispiel
Sei die gegebene Differentialgleichung {\displaystyle y''(x)=-y(x)}. Die Lösungsmenge dieser Gleichung ist {\displaystyle a\sin(x)+b\cos(x)}.
- Gesucht ist die Lösung mit {\displaystyle y(0)=1} und {\displaystyle y(\pi /2)=0} {\displaystyle \Rightarrow } Die Lösung ist {\displaystyle y=\cos(x)}.

- Periodische Randbedingung: Gesucht ist die Lösung mit {\displaystyle y(0)=0} und {\displaystyle y(\pi )=0} {\displaystyle \Rightarrow } Es gibt unendlich viele Lösungen der Form {\displaystyle a\sin(x)} mit beliebigem {\displaystyle a}.

- Gesucht ist die Lösung mit {\displaystyle y(0)=0} und {\displaystyle y(2\pi )=1} {\displaystyle \Rightarrow }Es gibt keine Lösung.

### Arten von Randbedingungen
Es gibt unterschiedliche Möglichkeiten, auf dem Rand des betrachteten Gebietes Werte vorzuschreiben:
- Werte der Lösung vorschreiben; im Fall einer auf dem Intervall {\displaystyle \left[a,b\right]} definierten gewöhnlichen Differentialgleichung schreibt man also {\displaystyle y(a)} und {\displaystyle y(b)} vor und spricht dann von Dirichlet-Randbedingungen.
- Bedingungen an die Ableitungen stellen, also {\displaystyle y^{\prime }(a)} und {\displaystyle y^{\prime }(b)} vorgeben, dann spricht man von Neumann-Randbedingungen (bei gewöhnlichen Differentialgleichungen, wie oben ausgeführt, von Anfangsbedingungen).
- Ein Spezialfall sind periodische Randbedingungen, hier muss (im Beispiel einer auf dem Intervall {\displaystyle \left[a,b\right]} betrachteten gewöhnlichen Differentialgleichung) gelten: {\displaystyle y(a)=y(b)} bzw. {\displaystyle y^{\prime }(a)=y^{\prime }(b)}.

### Künstliche Randbedingungen
Bei unbeschränkten Gebieten erfordert die numerische Lösung üblicherweise eine Einschränkung des Gebiets. Hier sind dann Randbedingungen vorzugeben, die im eigentlichen Problem nicht vorhanden, also künstlich sind.

## Wirtschaftswissenschaften
In der Betriebswirtschaftslehre und der Volkswirtschaftslehre entsprechen die Randbedingungen den kurzfristig oder gar nicht durch den Entscheidungsträger beeinflussbaren Datenparametern wie beispielsweise die Umweltzustände der Witterung oder der Gesetze.